# 스몰랸주

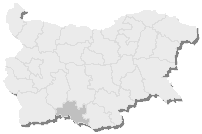
스몰랸주의 위치

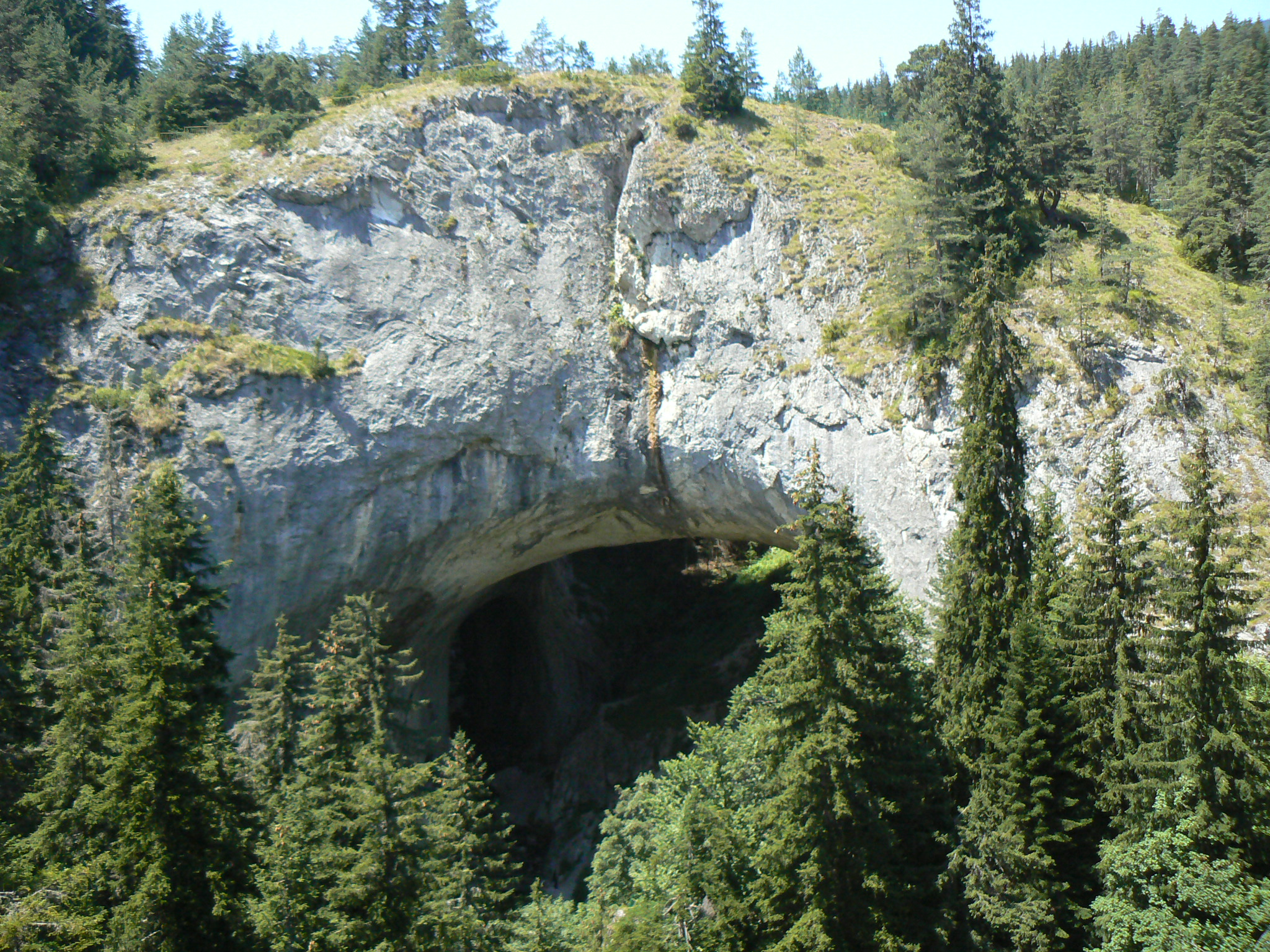
천연 돌다리

스몰랸주(불가리아어: Област Смолян)는 불가리아 중남부에 위치한 주로, 주도는 스몰랸이며 면적은 3,193km2, 인구는 140,066명, 자동차 번호는 CM이다. 로도피산맥에 위치한다.
북서쪽으로는 파자르지크주, 서쪽으로는 블라고에브그라드주, 북쪽으로는 플로브디프주, 동쪽으로는 커르잘리주와 접하고 있고 남쪽으로는 그리스와 국경을 접한다. 10개 시를 관할한다.

## 인구
| 연도                      | 인구    | ±%     |
| ------------------------- | ------- | ------ |
| 1946                      | 111,193 | —      |
| 1956                      | 145,072 | +30.5% |
| 1965                      | 160,255 | +10.5% |
| 1975                      | 156,157 | −2.6%  |
| 1985                      | 158,011 | +1.2%  |
| 1992                      | 154,553 | −2.2%  |
| 2001                      | 140,066 | −9.4%  |
| 2011                      | 121,752 | −13.1% |
| 2021                      | 96,284  | −20.9% |
| 출처: pop-stat.mashke.org |         |        |

## 같이 보기
- 불가리아의 주